# Keep Ya Head Up
Keep Ya Head Up è un singolo del rapper 2Pac, pubblicato nel 1993 da Interscope Records ed estratto dall'album dello stesso anno Strictly 4 My N.I.G.G.A.Z.

## Descrizione
Argomento principale della canzone è lo scarso rispetto che gli uomini nutrono dei confronti delle donne, specialmente riferito alle donne nere, date le origini afroamericane del cantante e il contesto biografico in cui la canzone è stata scritta. L'invito alle donne da parte dell'autore è quello di tenere la testa alta, di mantenere la propria dignità.
Data la biografia del cantante, che non conobbe mai il padre e fu cresciuto dalla madre, Afeni, nel testo è certamente possibile rilevare un riferimento alle vicende personali dell'autore. La profondità del testo, concorre, insieme ad altri elementi al successo della canzone, che fu votata dai fan all'undicesimo posto tra le migliori cento canzoni hip hop mai composte e al secondo tra le migliori canzoni di 2Pac.
Originariamente inserita nel secondo album solista del rapper (Strictly 4 My N.I.G.G.A.Z.) fu in seguito inserita anche nel Greatest Hits dell'autore. Fa inoltre parte della colonna sonora del film Freedom Writers.

## Video musicale
Il video, nel quale compare anche l'attrice americana Jada Pinkett Smith inizia con una dedica:
Dedicated to the memory of Latasha Harlins, it's still on ("Dedicato alla memoria di Latasha Harlins, continua a vivere"), in ricordo della quindicenne afroamericana uccisa da una commerciante coreana il 16 marzo 1991. Questo episodio ebbe larga risonanza sui media statunitensi e fomentò l'odio razziale tra neri e coreani, sfociato negli eventi della Rivolta di Los Angeles del 1992.
Il concetto attorno a cui si sviluppa il video è una serie di immagini rappresentanti ciò che l'MC sta rappando, alternate a scene in cui si vede il rapper attorniato da persone, talvolta con un bambino in braccio.

## Tracce
1. Keep Ya Head Up (ft. Dave Hollister)
2. I Wonder If Heaven Got a Ghetto